# Przytok (Dębnica)
Przytok (niem.: Malzmühle) – część wsi Dębnica w Polsce, położona w województwie pomorskim, w powiecie człuchowskim, w gminie Człuchów, przy drodze wojewódzkiej nr 188. Wchodzi w skład sołectwa Dębnica.
W latach 1975–1998 Przytok administracyjnie należał do województwa słupskiego.
W roku 1905 Przytok liczył 49 mieszkańców.